# Prusia Regală
Prusia Regală (germană Königliches Preußen; poloneză Prusy Królewskie) a fost un stat autonom care era condus în uniune personală de regele polonez între 1466 și 1772. Prusia regală cuprindea Pomerania de Est, Țara Chełmno, Voievodatul Malbork Voivodeship, Danzig, Thorn și Elbing. Prusia Regală este distinctă de Prusia Ducală: Prusia Regală era condus de uniune personală de regele polonez, iar Prusia Ducală a fost un ducat sub suveranitatea Poloniei până în 1657.
Teritoriul Prusiei Regale a făcut parte din Statul monastic al Cavalerilor Teutoni până în 1454 când Confederația Prusacă formată din orașele hanseatice de la malul Mării Baltice a cerut ajutorul regelui Poloniei împotriva Ordinului Teutonic. Prin pacea de la Toruń în 1466 s-a consfințit incorporarea teritoriului în Regatul Poloniei. 
Prusia Regală a beneficiat de o autonomie substanțială în cadrul Regatului, având propriul său Parlament (Dieta), propria armată și monedă. În urma Uniunii de la Lublin care a format Uniunea statală polono-lituaniană autonomia Prusiei Regale a fost abolită, iar membrii dietei au devenit membrii ai Sejmului. 
Prusia Regală a fost încorporată treptat în Regatul Prusiei în timpul Partițiilor Poloniei, în 1772 și 1793, teritoriul acesteia reprezentând mare parte din teritoriul Provinciei Prusiei de Vest.
1. ↑  Büsching, Anton Friedrich; Murdoch, Patrick (1762). A new system of geography. London. p. 627. The Dutchy of Prussia or Polish Prussia is a proper, and distinct political body or state, which has nothing in common with Poland, except that it has the same Sovereign, and is connected with that Crown by a perpetual alliance.